# Lee Soo-young
Lee Soo-young, nata Lee Ji-yeon (Seul, 12 aprile 1979), è una cantante sudcoreana.

## Discografia
- 1999 - I Believe
- 2001 - Never Again
- 2001 - Made in Winter
- 2002 - My Stay in Sendai
- 2003 - This Time
- 2004 - The Colors of My Life
- 2006 - Grace
- 2007 - Set It Down
- 2009 - Dazzle

## Riconoscimenti
- Mnet Asian Music Awards - 2003, 2004 "miglior artista femminile solista"
- Golden Disk Awards 2004